# Cheilininae
Cheilininae è una sottofamiglia di pesci appartenenti alla famiglia Labridae.

## Tassonomia
In questa sottofamiglia sono riconosciuti 10 generi:
- Cheilinus
- Cirrhilabrus
- Cymolutes
- Epibulus
- Novaculichthys
- Oxycheilinus
- Pseudocheilinops
- Pseudocheilinus
- Pteragogus
- Wetmorella